# Pont Saint-Thomas
Der Pont Saint-Thomas (Thomasbruck auf Elsässisch, Thomasbrücke auf Deutsch) ist eine eiserne Bogenbrücke, die im Stadtteil Finkwiller von Straßburg (Département Bas-Rhin) die  Ill überquert. Das gusseiserne Bauwerk wurde 1841 von den Gebrüdern de Dietrich aus Reichshoffen mit Nicolas Cadiat als leitendem Ingenieur nach den Plänen des Ingenieurs Antoine-Rémy Polonceau errichtet, der die Pont du Carrousel in Paris in den 1830er Jahren entworfen hatte.
Sie ist eine der ältesten noch existierenden gusseisernen Brücken Frankreichs.

## Lage
Die Brücke befindet sich im Zuge der vom Place Saint-Thomas auf sie zuführenden Rue Martin-Luther. Auf dem anderen Ufer mündet sie in den Quai Finkwiller und den Quai Charles Frey.

## Geschichte
Die Existenz einer Sankt-Thomasbrücke ist seit 1197 nachgewiesen. Sie war eine der neun Holzbrücken, die vom Stadtzentrum aus über den Hauptarm der Ill nach Süden führten. Im Lauf der Geschichte wechselte sie mehrfach ihren Namen. Nach der Französischen Revolution wurde sie Pont de la République genannt, ab 1813 wieder Pont Saint-Thomas bzw. Thomasbruck.
1841 wurde ein Neubau errichtet, der bis heute existiert. Nach dem Deutsch-Französischen Krieg erhielt er 1871 einen deutschen Namen, nach dem Ersten Weltkrieg wieder den französischen. Während der deutschen Besetzung Straßburgs im Zweiten Weltkrieg wurde die deutsche Bezeichnung angeordnet, nach dem Krieg erhielt die Brücke wieder ihre französischen Benennung zurück.
Das Bauwerk steht seit 1995 unter Denkmalschutz.

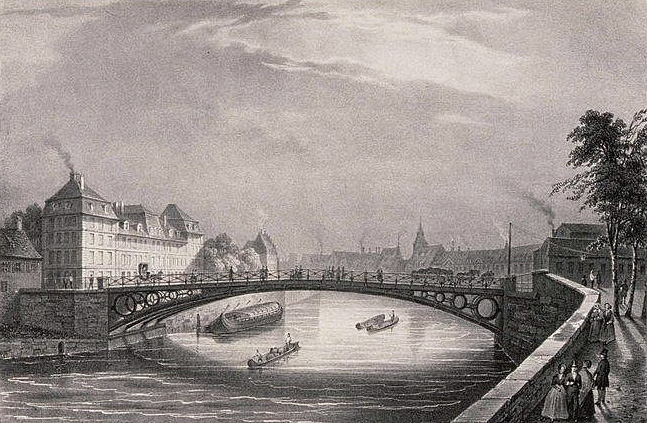
1850
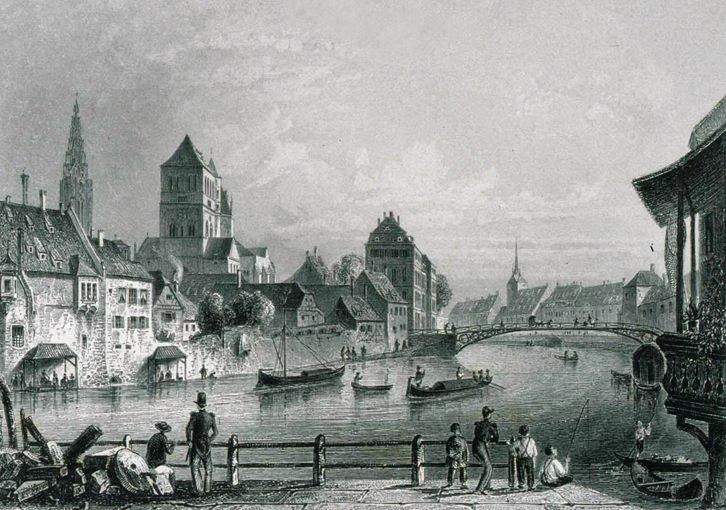
1852

## Beschreibung
Die Brücke hat nur einen Bogen mit einer Spannweite von 31,10 m. Der Verzicht auf Pfeiler ermöglichte es, das Flussbett an dieser Stelle etwas einzuengen, um später eine neue Uferstraße anzulegen. Das Tragwerk besteht aus vier hohlen, ovalen Gusseisenrohren, die sich an zwei starken Widerlagern abstützen, die auf Beton gegründet wurden. Da es damals wesentlich leichter war, Rohrhälften als gebogene Rohre zu gießen, wurden Abschnitte aus linken und rechten Rohrhälften gefertigt und so versetzt zusammengefügt, dass das Ende eines Abschnitts in der Mitte des Abschnitts der anderen Rohrhälfte lag. Anders als bei der Pont du Carrousel in Paris blieben die Rohre leer. Auf den Bögen befinden sich Ringe mit abnehmendem Durchmesser, die das Brückendeck stützen. Das Brückendeck bestand aus Eisen, wurde aber 1958 durch eine Stahlbetonplatte ersetzt.

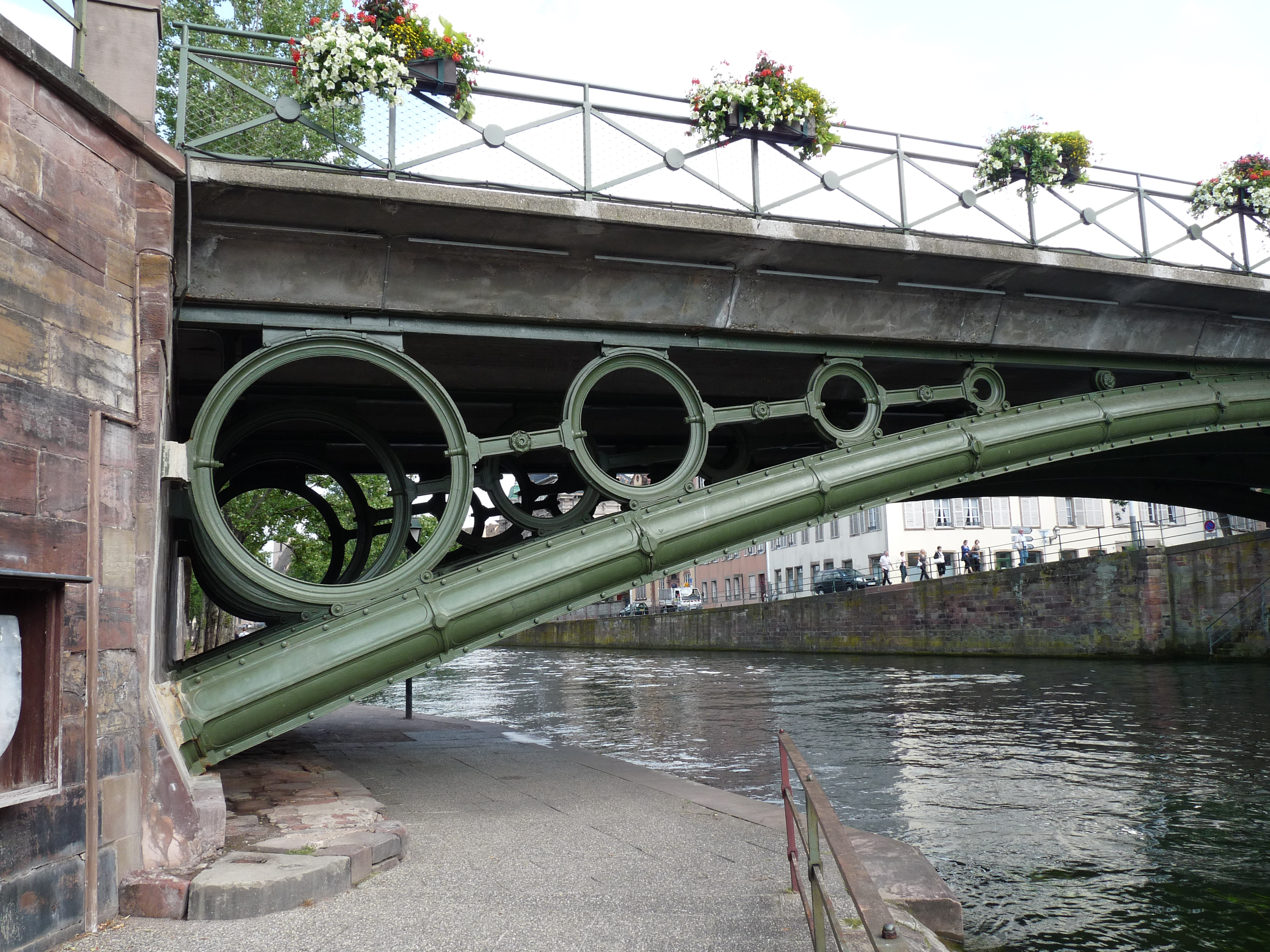
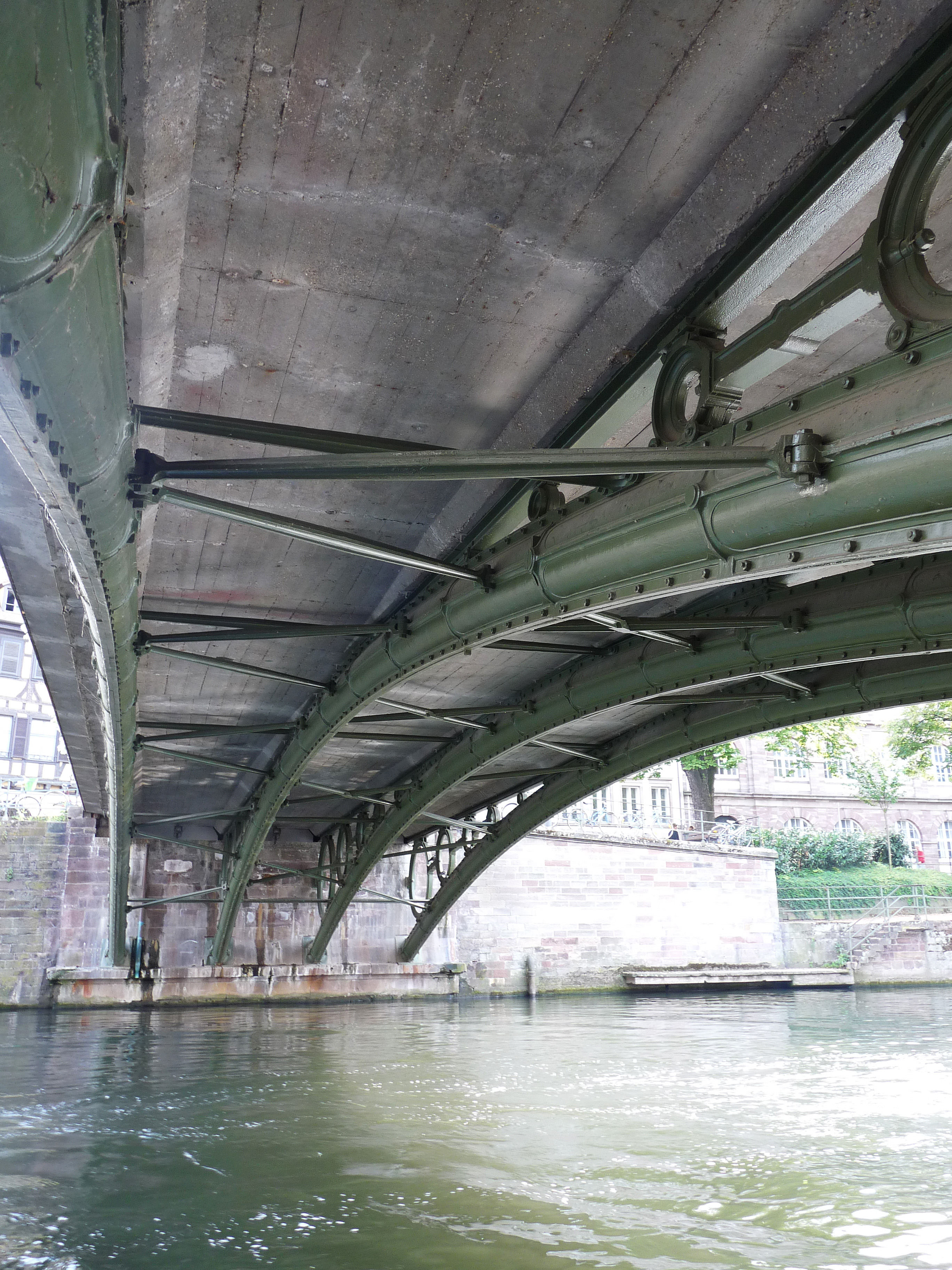
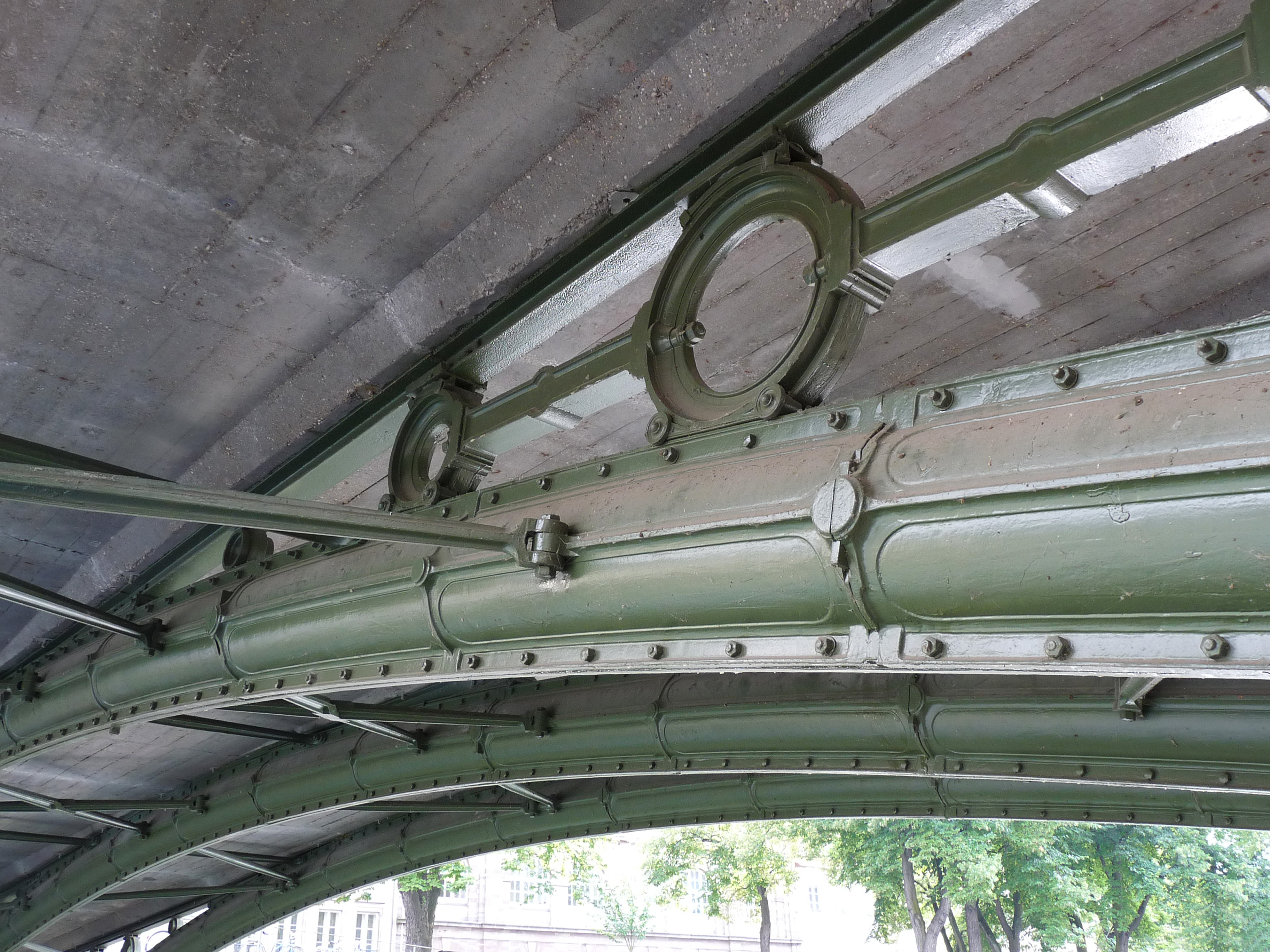
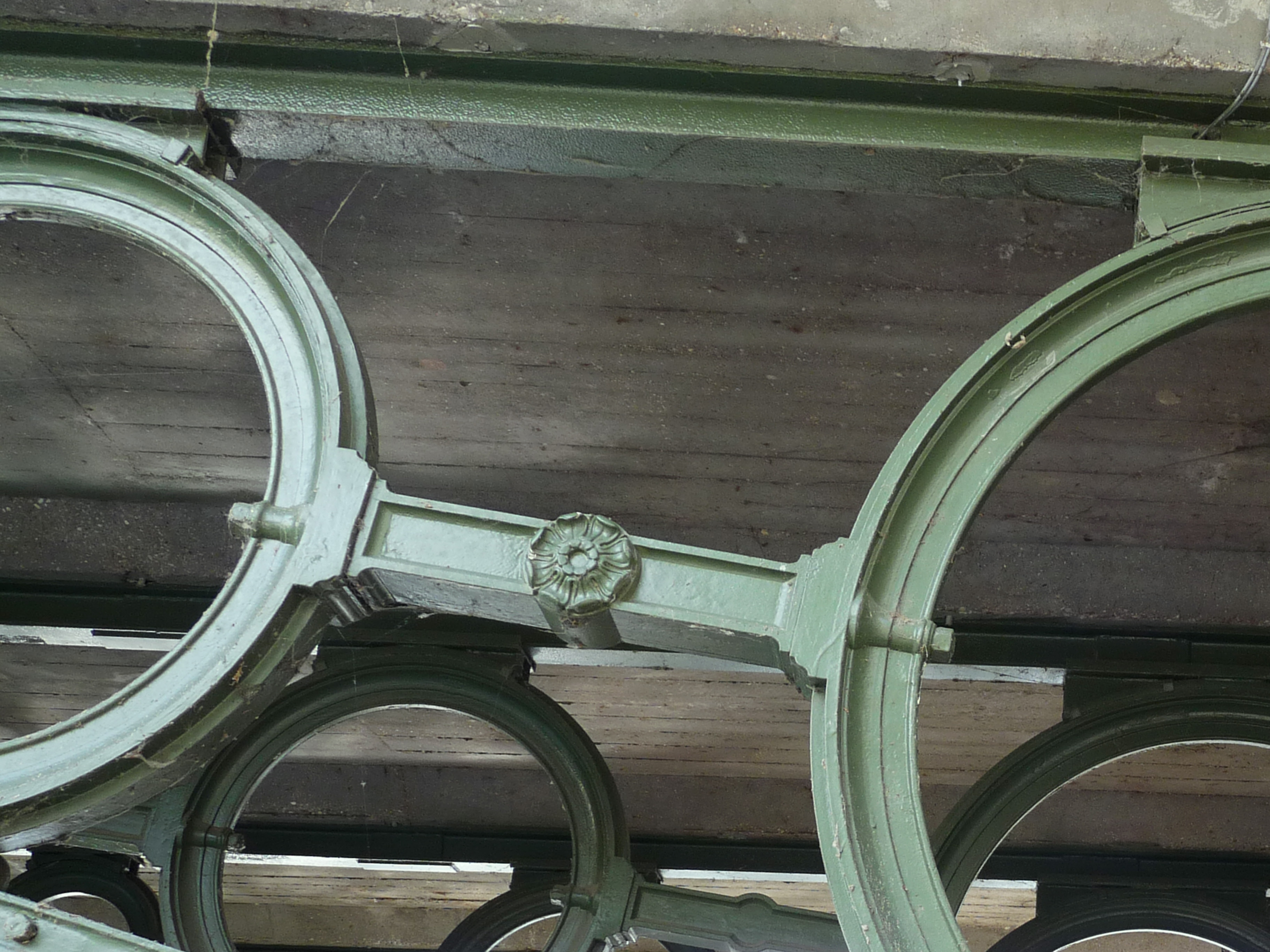